# Chess960
Chess960, tên tiếng Anh khác: Fischer Random Chess, Fischerandom, tên tiếng Việt: Cờ ngẫu nhiên Fischer, là một biến thể của cờ vua được cựu vô địch cờ vua thế giới Bobby Fischer phát minh và quảng bá. Fischer công bố biến thể này vào ngày 19 tháng 6 năm 1996, tại Buenos Aires, Argentina. Nó sử dụng bàn và quân cờ như cờ vua tiêu chuẩn; tuy nhiên, vị trí bắt đầu của các quân của người chơi ở hàng cuối cùng là ngẫu nhiên. Việc sắp xếp ngẫu nhiên này làm cho việc có được một lợi thế thông qua việc nhớ khai cuộc trở thành không thực tế, khiến người chơi buộc phải dựa vào khả năng và sự sáng tạo.
Việc ngẫu nhiên hóa các quân cờ chính từ lâu đã được biết đến như là Shuffle Chess; tuy nhiên, Chess960 đã hạn chế các cách sắp xếp ngẫu nhiên, "duy trì bản chất năng động của cờ vua bằng cách đảm bảo 2 tượng khác màu cho mỗi người chơi và quyền nhập thành cho cả hai bên". Kết quả là có đúng 960 vị trí bắt đầu duy nhất có thể được sắp xếp.
Năm 2008, FIDE thêm Chess960 là phụ lục trong Luật cờ vua.